# 東京ステーションギャラリー
東京ステーションギャラリー（とうきょうステーションギャラリー）は、東京都千代田区丸の内にある東京駅の中に付設された、主に近代美術や現代美術の展示を行う美術館である。

## 概要
JR東日本発足一周年を迎えた1988年春、「東京駅を単なる通過点ではなく、香り高い文化の場として提供したい」という意図で、東京駅丸の内駅舎内に開設された。
活動の指針として、知られざる作家の発掘や見過ごされてきた美術の紹介などを中心とする「近代美術の再検証」、建築家の辰野金吾によって設計された重要文化財の東京駅舎内にある美術館としての「鉄道・建築・デザイン」、新しい時代と新しい丸の内にふさわしい「現代美術への誘い」という3つの柱を掲げている。地理的また歴史的に、近・現代日本の中核である東京駅丸の内駅舎において美術活動を行うことの意義を認識しながら年5本ほどの企画展を開催し、建物に関する歴史展示や教育普及活動も実施している。
東京駅の歴史を残す煉瓦づくりの壁を利用した展示室をもつ美術館として親しまれ、開館から2006年に着手した駅舎の復原工事までの18年間に、105本のさまざまなジャンルの展覧会を開催、延べ約235万人が来館した。
2006年、東京駅の復原工事に伴い一時休館したが、その間も旧新橋停車場の鉄道歴史展示室などで館外活動を継続。2012年10月、復原工事を終えた駅舎内にて、6年半ぶりにリニューアルオープンした。
2階のミュージアムショップ「TRAINIART」(トレニアート) では、煉瓦や丸の内駅舎をモチーフにしたオリジナルグッズなども販売している。

## 建築

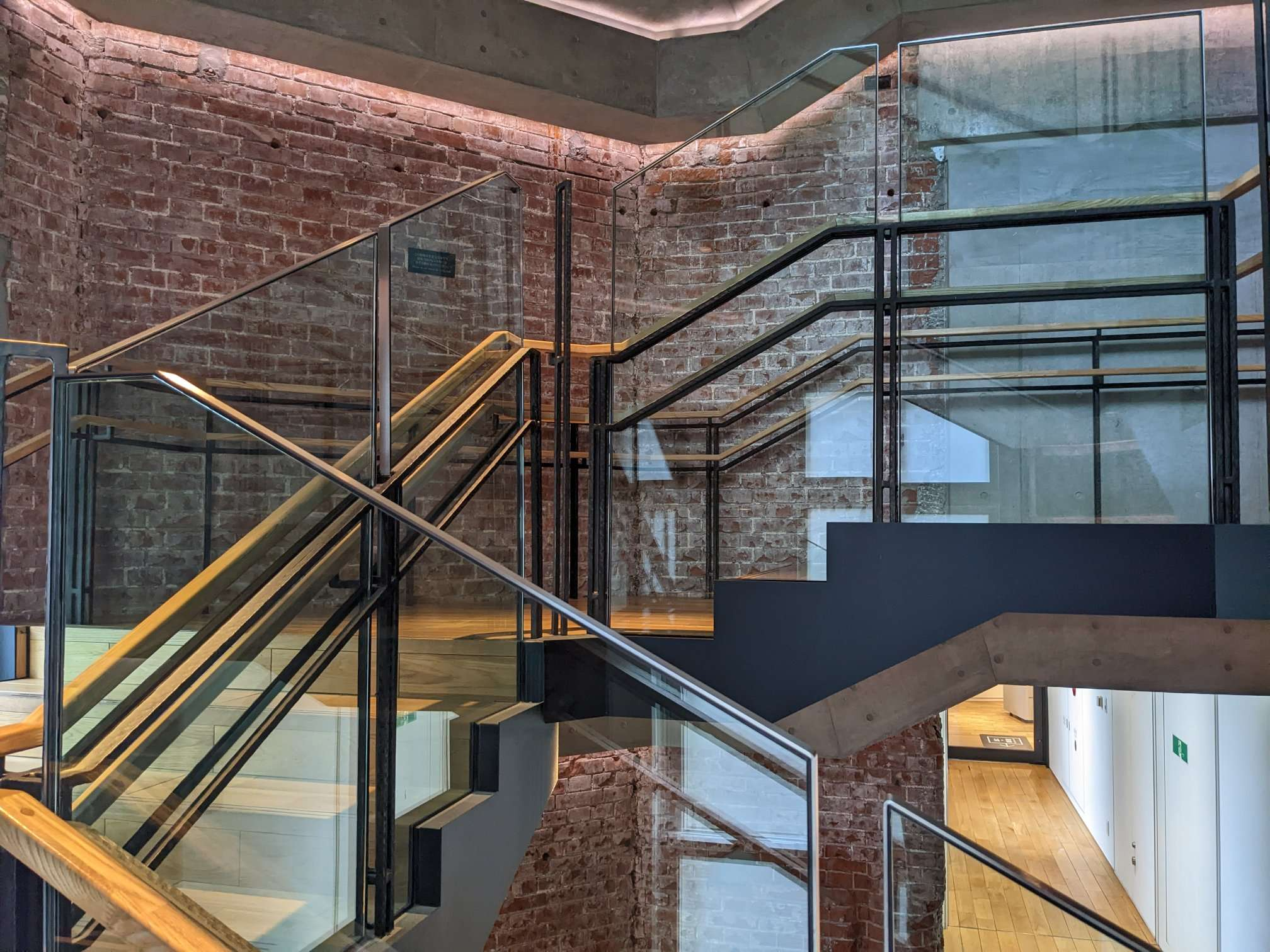
東京ステーションギャラリー内の階段。煉瓦の壁は重要文化財に指定されている。

東京ステーションギャラリーの館内は、1914年の東京駅の駅舎完成以来、保存されてきた煉瓦をそのまま使用している。1988年に美術館がつくられた当初の計画では、煉瓦ではなく白い壁で展示室を作る予定であった。しかし、初代館長の木下東京駅長が、漆喰をはがし煉瓦だけになった壁を見て「味があるからこれを美術館の壁にしよう」と提案し、煉瓦の壁が残されることになった。その意志を継ぎ、2006年の復原工事でも可能な限り煉瓦の壁を残し、展示室のリニューアルを行った。
リニューアル後の展示室は、3階から2階へと降りてくる順路になっている。3階は白い壁面だが、階段と2階の展示室はほぼ煉瓦の壁で構成されており、部分的に創建当時の鉄骨を見ることができる。それと対比するように、作品と鑑賞者との距離を確保するパーテーションの紐は、3階は黒、2階は白と色を分けて目立たせている。また、展示の照明器具も3階は白、2階は黒とし、壁の色と馴染むように工夫している。

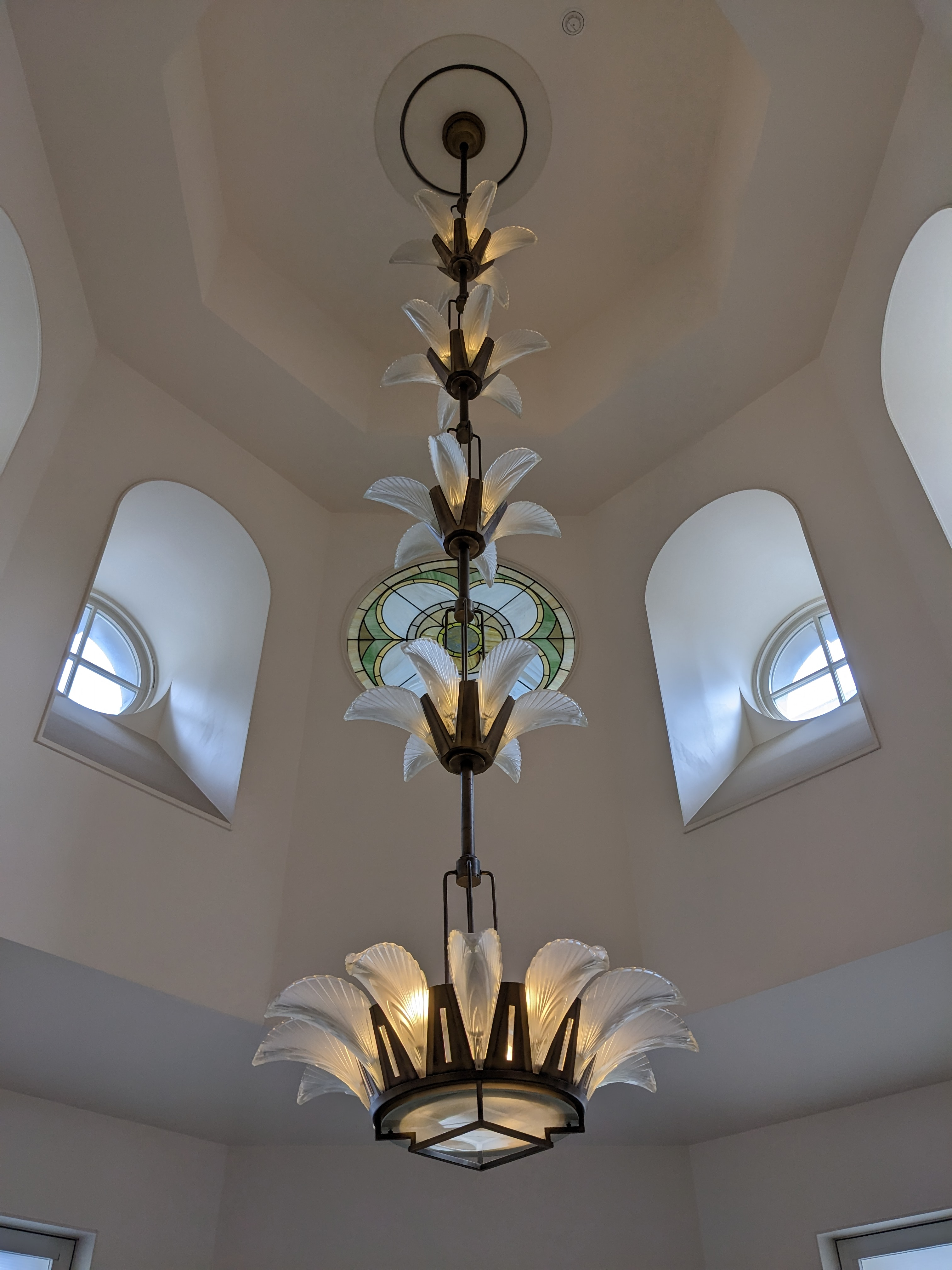
階段の吹き抜けに設置されたシャンデリア

階段には、開館当時に設置された照明や、丸いステンドグラスなども移築された。その照明にはチェーンが取り付けられており、電球交換の際にはリモコンを使いチェーンを伸ばすことで、高所台に登ることなく作業できるよう改良された。
丸の内北口のドーム2階にある八角形の回廊部分には、東京駅丸の内駅舎の歴史を紹介する模型や写真資料を常設展示し、再現された天井レリーフの原型を間近に見学できる。石膏でできたレリーフは、干支のうち八支（丑・寅・辰・巳・未・申・戌・亥）を象っており、丸の内駅舎の完成当初はホールを見下ろすかたちでドーム天井部に方位に沿って取り付けられていたが、東京大空襲によって焼失したため、古写真や文献を元に再現された。

## 主な展覧会
- 生誕120年 木村荘八展
- エミール・クラウスとベルギーの印象派
- 生誕100年！植田正治のつくりかた
- ジャン・フォートリエ展
- 泥象 鈴木治の世界
- 富山県立近代美術館コレクションから ピカソと20世紀美術
- 没後30年 鴨居玲展 踊り候え
- 『月映』田中恭吉・藤森静雄・恩地孝四郎
- ジョルジョ・モランディ 終わりなき変奏
- 追悼特別展 高倉健
- 幻の画家 不染鉄展
- シャガール 三次元の世界
- 生誕100年 いわさきちひろ、絵描きです。
- 横山華山
- 吉村芳生 超絶技巧を超えて
- アルヴァ・アアルト もうひとつの自然
- メスキータ
- 没後90年記念 岸田劉生展
- 辰野金吾と美術のはなし 没後100年特別小企画展
- 坂田一男 捲土重来
- 神田日勝 大地への筆触
- もうひとつの江戸絵画 大津絵
- 河鍋暁斎の底力
- 没後70年 南薫造
- コレクター福富太郎の眼
- 小早川秋聲 旅する画家の鎮魂歌
- ハリー・ポッターと魔法の歴史[11]
- 佐伯祐三 自画像としての風景[12]

## 評価
建築家の青木淳は「田原幸夫が監理総括にあたったこのギャラリーは、単純な復原ではなく、古いものと新しいものを重ね合わせ、この空間がこれまで辿ってきた来歴をそのまま見せることで、歴史の重みを感じさせるもの。まさに、時間を行き来するミュージアムらしい空間である」と評している。